# Prieuré conventuel Saint-Luperc d'Eauze
Le prieuré conventuel Saint-Luperc d'Eauze est un prieuré situé sur la commune française d'Eauze, dans le Gers.

## Historique
Vers 960, le comte de Fezensac fonde, sur une colline voisine du site gallo-romain de Cieutat, un établissement dédié aux saints Gervais et Protais pour abriter une communauté de moines bénédictins. En 1088, son petit-fils donne l'établissement, désormais sous le patronage de saint Luperc, à l'abbaye de Cluny. Ce prieuré devient le centre d'une sauveté.
Du prieuré et de ses bâtiments conventuels subsistent l'église reconstruite à l'initiative de Jean Marre à la fin du XVe siècle, et, au sein du bâti, la trame du cloître accolé à l'église.
L'église à nef unique est bordée de chapelles nichées entre les contreforts. Le clocher octogonal se termine par un lanternon. Il subsiste quelques fragments des vitraux du XVIe siècle.